# Écopsychiatrie
L'écopsychiatrie est une discipline psychiatrique qui se base sur des concepts d'écopsychologie et d'écologie mentale,. Elle développe entre autres la notion d'écosystème psychologique. Il ne s'agit pas d'une psychiatrie écologiste mais d'une psychiatrie de l'oikos.
Le premier atelier d'écopsychiatrie fut organisé lors de la réunion annuelle de l'Association américaine de psychiatrie de 1974. L'événement était annoncé en ces termes : « La croissance démographique, la pollution et l'insuffisance des ressources environnementales affectent la qualité de vie, la santé mentale et la nature des interactions humaines. Nous parlerons de l'état des connaissances en matière de troubles psychiatriques causés par l'interférence des êtres humains avec la préservation de la planète — l'écologie — ainsi que de la démarche de l'écopsychiatrie visant à relier l'étiologie de la psychopathologie à des facteurs environnementaux. »